# Барретт, Малкольм
Ма́лкольм Ба́рретт (англ. Malcolm Barrett, род. 1980, Бруклин) — американский актёр.
Родился и вырос в Бруклине, Нью-Йорк и окончил среднюю школу Стувенсант на Манхеттене.
Сыграл доктора Лема Хьюитта, одного из главных героев, в телешоу ABC «Давай ещё, Тед». У него была второстепенная роль оскароносном фильме «Повелитель бури».
Появился во второстепенных ролях во франшизе «Законе и порядке». В одном из эпизодов культового телесериала «Клан Сопрано» исполнил роль сквоттера и наркоторговца, а также погостил в пилотном эпизоде «В Филадельфии всегда солнечно», финале «Офиса» (один из новых сотрудников «Dunder Mifflin») и эпизоде «Детектива Монка» (лотерейный фанатик). В фильме «Ларри Краун» у него была небольшая роль одного из одноклассников персонажа Тома Хэнкса. В 2016 году получил регулярную роль в телесериале «Вне времени». Сыграл второстепенного персонажа, офицера организации «Грааль» Гувера, в сериале «Проповедник». В 2023 году получил главную роль в сериале «Обычный Джо».
Кроме работы в кино и на телевидении появился в нескольких рекламных роликов, в том числе AT&T.